# Cardom (迫撃砲)
Cardomは、イスラエルのソルタム・システムズが開発した81mm/120mm自走迫撃砲用の制御システムの名称であり、迫撃砲そのものを指す名称では無い。軽車両上での利用も考慮し"Recoil Mortar System"（RMS）と呼ばれる、発射の衝撃を吸収する駐退復座機を備えている。採用しているのはアメリカ陸軍やイスラエル国防軍、NATO参加国など。Cardomは、軽・中型の装甲車に搭載される自動化・コンピュータ化されたシステムで正確かつ効果的な火力を提供する。

## 概要
このシステムは、新型のコンピュータ化された統合ナビゲーションシステム、自動観測・照準システムを用いている。このような近代的目標要求デバイスと共に、RMSは射撃による負荷を軽減し軽装甲車での運用を可能にしており、必要ならばトラックでさえ運用できる。また、射撃機構は最新鋭の指揮・統制・通信システムとリンクしており、自動操作モードでの迅速な反応を実現している。また、砲身のサーボ機構が射撃準備中も常に正確な仰角および左右水平角の調整をし続ける。
射撃自体は従来の迫撃砲と同様に、人の手で砲弾を砲口に装填する。射撃レートは最大16発/分だが、長時間の連続砲撃を行う場合は4発/分ほどに制限される。
Cardomはアメリカ陸軍向けに320基以上が生産され、第3ストライカー旅団にM95迫撃砲射撃管制システムと共にM120 120mm迫撃砲を制御するシステムとしてM1129 ストライカーMCに搭載される形で配備されている。
なお、同じくアメリカ陸軍で運用される、M113装甲兵員輸送車をベースにM120 120mm迫撃砲を搭載したM1064自走迫撃砲には、Cardomシステムは組み込まれていない。一方、イスラエル国防軍に配備されているM113をベースにソルタムK6 120mm迫撃砲を搭載した"Keshet" 120mm自走迫撃砲にはCardomシステムが搭載されている。

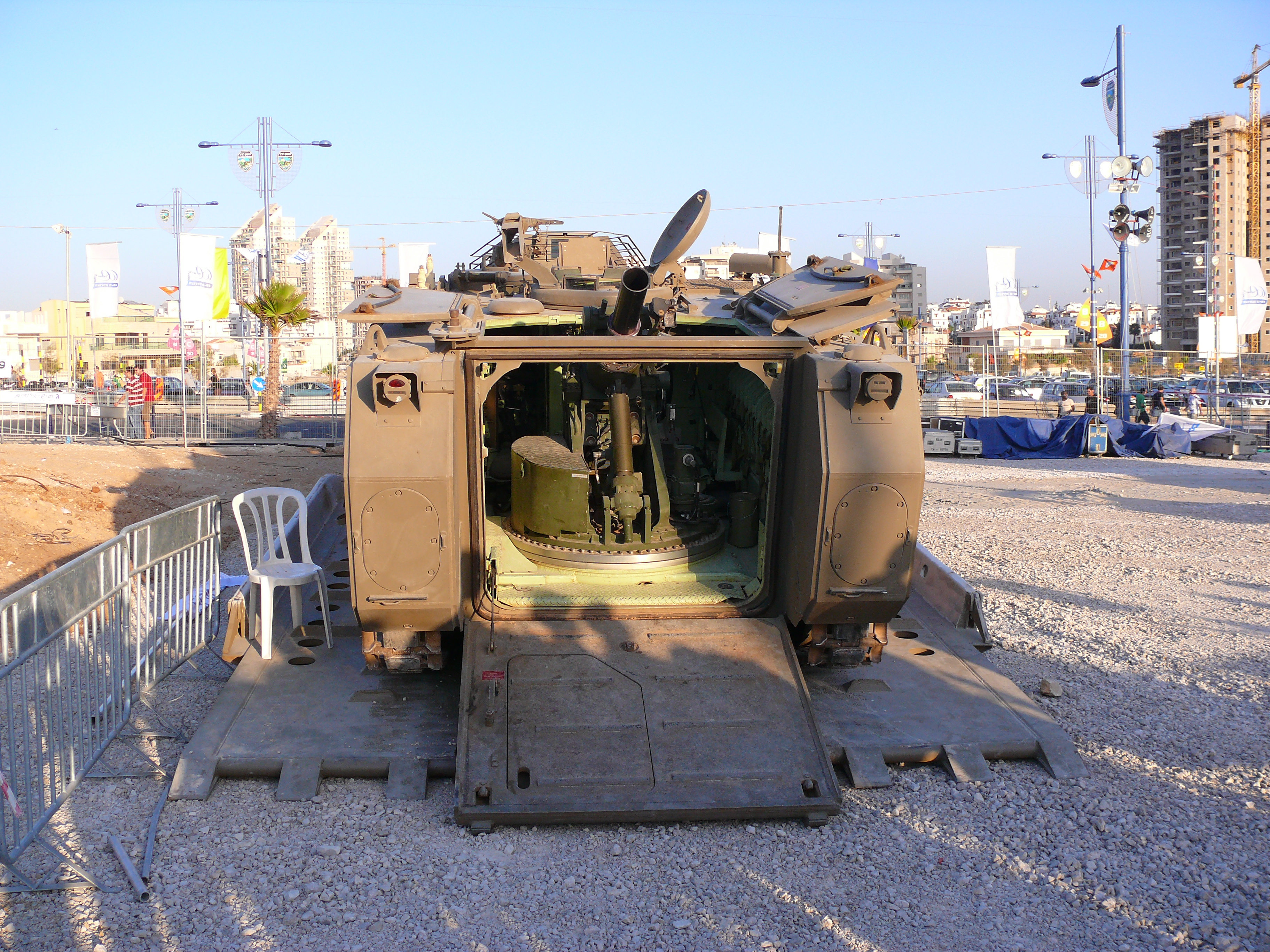
Cardomシステムを搭載したイスラエル軍の"Keshet"自走120mm迫撃砲。
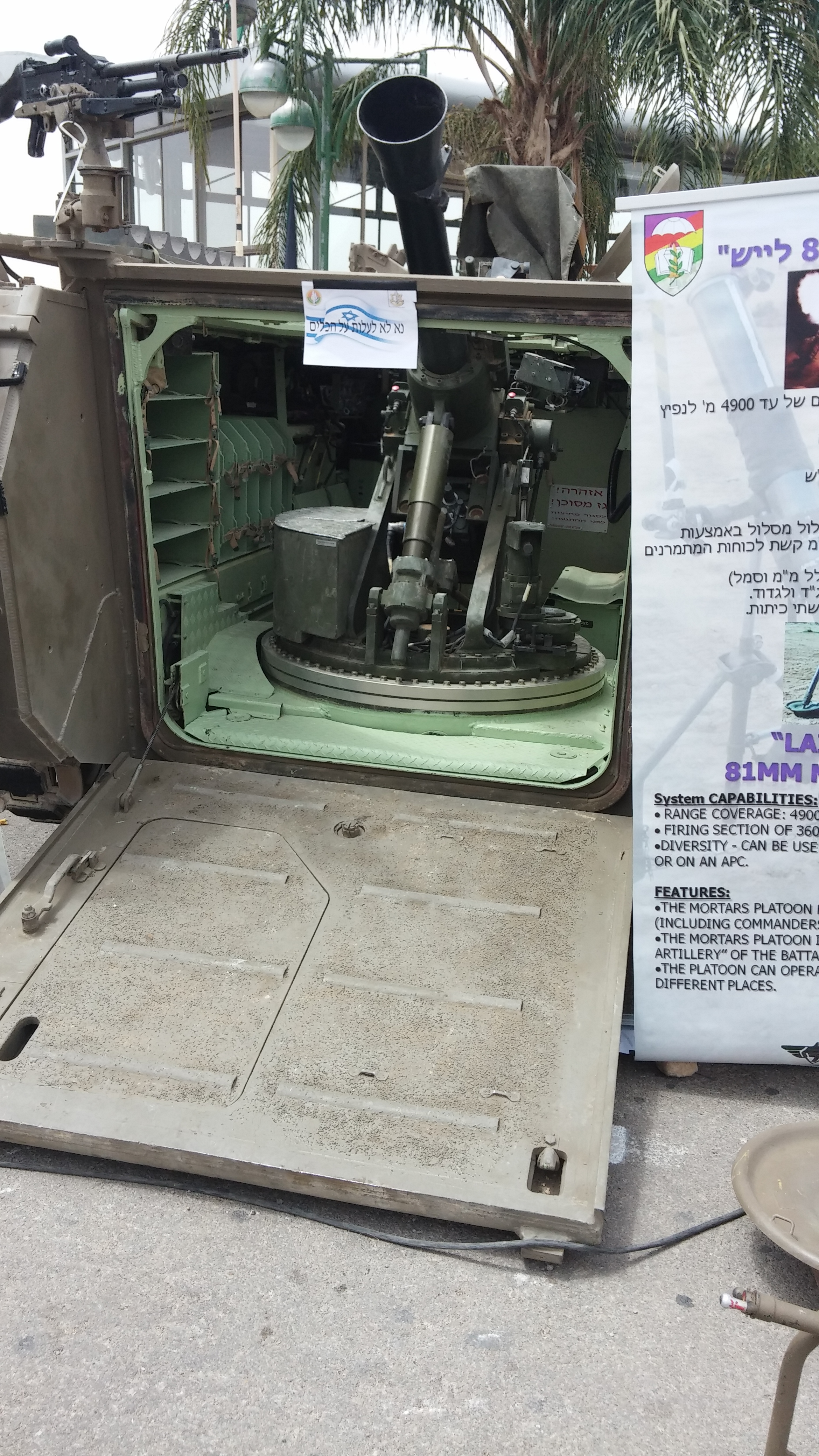
"Keshet"の迫撃砲部分。
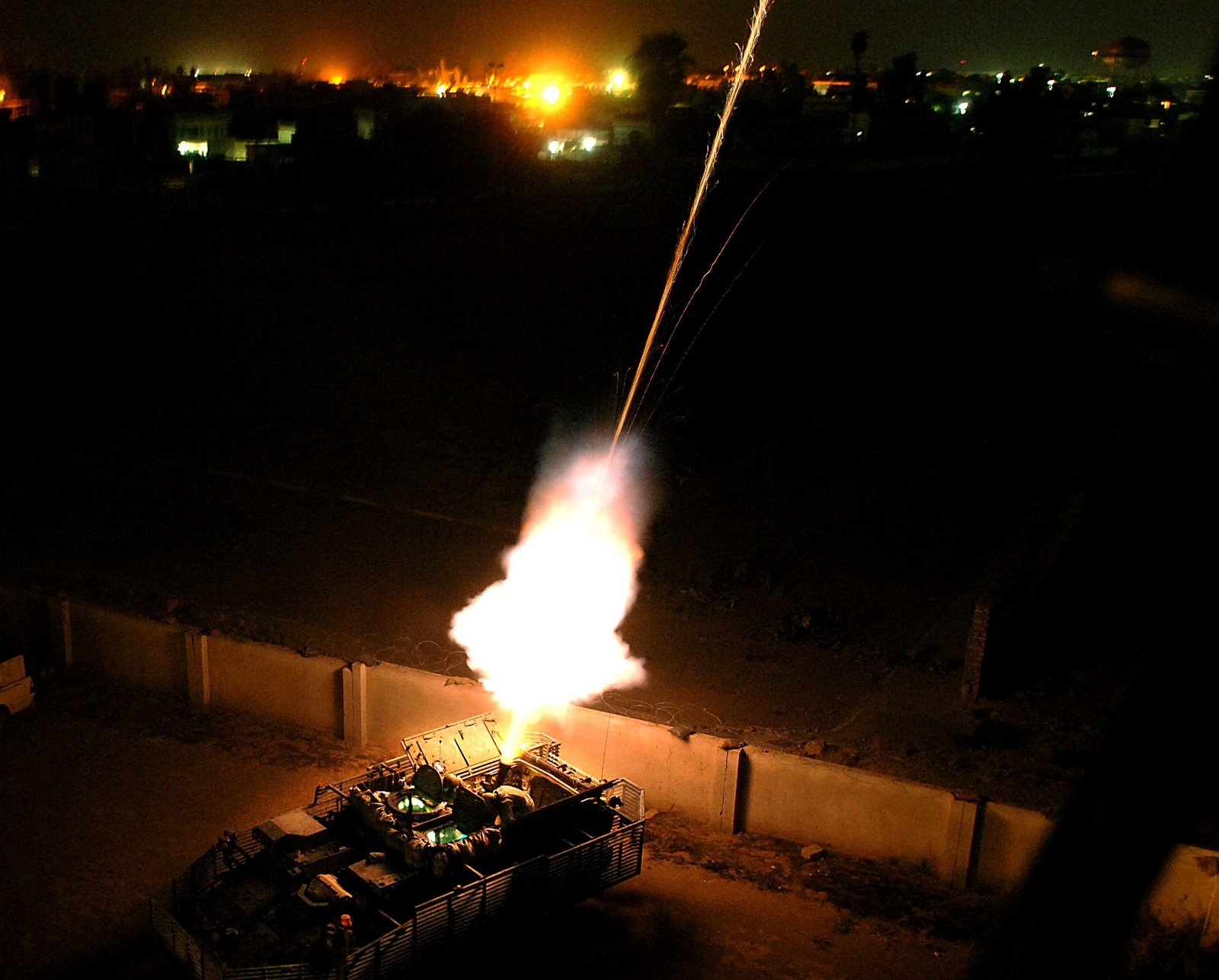
M1129による射撃の様子。

## 性能諸元
- 射程：7,000-8,000m
- 口径：120mm 又は 81mm迫撃砲（滑腔砲およびライフル砲）
- 最大射撃レート：16発/分
- 旋回角：360°
- 初弾射撃所要時間：30秒未満
- 人員：搭載装甲車にもよるが2-4人程度
- 利用形態：車両に搭載したまま、もしくは降ろして使える

## 運用国
- アゼルバイジャン - 2024年時点で、アゼルバイジャン陸軍が5システムのCardomを保有している[1]。
- デンマーク - 2024年時点で、デンマーク陸軍がCardom-10を搭載したピラーニャV自走迫撃砲を15両保有[2]。
- イスラエル
- カザフスタン - 2023年時点で、カザフスタン陸軍が18両のCardomを保有している[3]。
- アメリカ合衆国